# Campodorus kunashiricus
Campodorus kunashiricus là một loài tò vò trong họ Ichneumonidae.